# Sandy Carmichael
Pour les articles homonymes, voir Carmichael.
Alexander Bennett Carmichael, dit Sandy Carmichael, né le 2 février 1944 à Glasgow et mort le 27 octobre 2021, est un joueur écossais de rugby à XV évoluant au poste de pilier. Il a joué avec l'équipe d'Écosse de 1967 à 1978.

## Biographie
Sandy Carmichael, athlète d'un mètre 88 pour 98 kilos en 1974, a eu sa première cape internationale le 25 février 1967 à l’occasion d’un match contre l'équipe d'Irlande. Il a disputé son dernier test match avec l'équipe d'Écosse le 21 janvier 1978, aussi contre l'Irlande.
En club, il a évolué en club au West of Scotland[réf. nécessaire].
Il meurt le 27 octobre 2021.

## Palmarès
- 50 sélections avec l'équipe d'Écosse.
- Sélections par années : 2 en 1967, 5 en 1968, 5 en 1969, 5 en 1970, 5 en 1971, 4 en 1972, 5 en 1973, 4 en 1974, 6 en 1975, 4 en 1976, 4 en 1977 et 1 en 1978
- Tournois des Cinq Nations disputés: 1967, 1968, 1969, 1970, 1971, 1972, 1973, 1974, 1975, 1976 1977 et 1978.